# Гімн Ліги чемпіонів УЄФА
Гімн Ліги чемпіонів УЄФА (англ. UEFA Champions League Anthem) — композиція, яка створена англійським композитором Тоні Бріттеном в 1992 році, коли Кубок європейських чемпіонів було перетворено на Лігу чемпіонів.

## Історія створення
У 1992 році Бріттену доручили створити композицію, яка б нагадувала творчість Георга Фрідріха Генделя — великого німецького композитора епохи бароко, котрий протягом тривалого часу жив і працював у Англії. Бріттен адаптував частину твору Генделя — «Садок-Священник» (англ. Zadok the Priest) з «Коронаційного гімну». В записі гімну взяли участь Королівський філармонічний оркестр та хор Академії Святого Мартіна.
«В композиції лише один запозичений елемент у Генделя — це поступово наростаюча фраза, яка зустрічається на її початку, а решта музики лише моє власне натхнення, — говорить Тоні Бріттен. — Такий стиль народила моя підсвідомість, тобто я не сидів і не думав, що оцей акорд мені подобається то ж треба взяти собі».
«Звук підкріплюється вокальною лінією, яка не має нічого спільного з Генделем, спільною є лише манера виконання», — зазначив Тоні Бріттен.

## Використання
Виконується трьома мовами — французькою, німецькою та англійською.
Гімн Ліги чемпіонів має чимало різних інтерпретацій та обробок: коротка версія, яку доводиться чути за лічені хвилини перед матчами, електронна версія, інструментальна та інші. Повна версія гімну триває 3 хвилини й складається з двох коротких куплетів і приспіву. Оригінальна версія гімну ніколи не випускалася як комерційний продукт. Однак, оригінальний твір «Zadok the Priest» у виконанні хору Академії Святого Мартіна можна почути в альбомі World Soccer Anthems, що вийшов у 2002 році.

## Текст
| Оригінальний текст Ce sont les meilleures équipes Sie sind die allerbesten Mannschaften The main event! Die Meister Die Besten Les grandes équipes The Champions! Une grande réunion Eine große sportliche Veranstaltung The main event! Ils sont les meilleurs Sie sind die Besten These are the champions! Die Meister Die Besten Les grandes équipes The Champions! Die Meister Die Besten Les grandes équipes The Champions! | Український переклад Це кращі команди (фр.) Це кращі команди (нім.) Головна подія! (англ.) Чемпіони (нім.) Кращі (нім.) Великі команди (фр.) Чемпіони! (англ.) Велика зустріч (фр.) Велика спортивна подія (нім.) Головна подія! (англ.) Вони кращі (фр.) Вони кращі (нім.) Вони чемпіони! (англ.) Чемпіони (нім.) Кращі (нім.) Великі команди (фр.) Чемпіони! (англ.) Чемпіони (нім.) Кращі (нім.) Великі команди (фр.) Чемпіони! (англ.) |